# Hans Reichel (peintre)
Pour les articles homonymes, voir Hans Reichel.
Hans Reichel, né le 9 août 1892 à  Wurtzbourg (Bavière) et mort le 7 décembre 1958 à Paris, est un peintre allemand, naturalisé français en 1950, appartenant à la nouvelle École de Paris.

## Biographie
Après le suicide de son père et le remariage de sa mère, Hans Reichel vit à partir de 1896 à Munich. Interne à l'institut de Wasserburg am Inn, il décide contre la volonté de sa famille de ne pas poursuivre ses études et travaille à Munich dans une agence de voyages. En 1911 il part comme guide touristique en Égypte pour quelques semaines et commence à peindre en 1912. Fréquentant le « café Stéphanie », il rencontre les milieux de l'avant-garde, tente de vivre de ses activités de peintre et d'écrivain. En 1914, à la déclaration de guerre, il refuse d'être mobilisé, est interné dans une infirmerie spéciale puis affecté aux corvées de quartier et enfin réformé. Il se marie en 1916 et sa famille lui coupe définitivement les vivres.
En 1917 Hans Reichel installe son atelier dans le petit manoir de Werneckschlôssl où Paul Klee installe également le sien. Il rencontre Rainer Maria Rilke et fréquente brièvement l'École d'Art Moderne de Hans Hofmann. Entre 1917 et 1923 il réalise plusieurs expositions, à Munich, Hambourg et Francfort. Au Bauhaus de Weimar, il rencontre en 1924 Vassili Kandinsky, Walter Gropius, Lyonel Feininger.
Après plusieurs expositions dans les années suivantes à Erfurt, Munich, Hambourg, Halle, et des voyages au Tessin, en Italie, à Alger, Hans Reichel s'installe en 1928 à Paris, où il fait la connaissance du photographe Brassai, des peintres Bram van Velde et Roger Bissière et Jeanne Bucher, qui s'occupera de son œuvre. Entre 1930 et 1936, Bissière organise trois expositions de Reichel à l'Académie Ranson. En 1935, il effectue un voyage en Espagne où il rencontre Henry Miller et Lawrence Durrell. en 1937 Reichel se lie d'amitié avec le peintre-graveur Johnny Friedlaender.
De 1939 à 1943 Hans Reichel est interné comme ressortissant allemand dans les camps : Camp des Rochères et de la Poterie à Meslay-du-Maine en Mayenne, d'Albi et de Gurs, où il réalise en 1941 et 1942 Le Cahier de Gurs, aujourd'hui conservé parmi d'autres œuvres au Musée Unterlinden de Colmar (42 aquarelles sur 12 feuillets). Il est en 1943 placé en liberté surveillée à Cazaubon dans le Gers, s'enfuit et vit dans la clandestinité en 1944. Au camp de Meudon, il rencontre Lucy Schimek qui devient sa compagne.
À partir de 1946, Hans Reichel expose régulièrement à la galerie Jeanne Bucher, mais aussi à la librairie La Hune de Saint-Germain-des-Prés (en 1959, avec Vieira da Silva), à New York, à Zurich, Lucerne, Ascona et au Palais des Beaux-Arts de Bruxelles (1956). Il est naturalisé français en 1950. Après une exposition en 1958 à la galerie Roque, où il côtoie notamment Jean Le Moal, Jean Bertholle et Elvire Jan, Hans Reichel meurt le 7 décembre. Dans les années suivantes plusieurs expositions rétrospectives sont organisées à Cologne, Hanovre.

## Son style
Influencé par Paul Klee, Hans Reichel tire de l'observation de la nature des motifs à métamorphoses sur des petits bouts de papier. Par rejet de la perfection technique, il laisse l'initiative au matériau et aux aléas de toute sorte.

C'est dans l'aquarelle qu'il trouve le moyen le plus adapté pour sa rêverie : des créatures tranquilles, poissons et oiseaux, dérivent dans un espace courbe et flottent avec l'incertitude des songes.

## Œuvres
- « Composition », 1943, aquarelle sur papier, 12,4 × 11,5 cm[4].
- « Poissons », 1953, aquarelle et gouache sur papier journal contrecollé sur une feuille de carton (cadre dessiné à la mine de plomb), 16,2 × 25,1 cm[4].

## Anecdote
En 1993, Jean Bertholle peint, en une allusion à son «Hommage à Delacroix», un «Hommage à Fantin-Latour» (50,5 × 142 cm). Il y figure librement, réunis en une sorte de banquet, ses compagnons, au début des années 1930, de l'Académie Ranson, les uns déjà disparus, les autres âgés de quelque cinquante ans de plus. On reconnaît notamment, de gauche à droite, Bertholle lui-même, Reichel, Bissière, Le Moal, Seiler, Étienne Martin, Manessier. Bertholle y ajoute symboliquement la présence de son ami Zoran Mušič qui n'a jamais fréquenté l'Académie.

## Source
- Une partie de ses archives est conservée à l'Institut national d'histoire de l'art[5].

## Source bibliographique
- « Collection Planque - L'exemple de Cézanne », sous la direction de Florian Rodari, catalogue de l'exposition au Musée Granet, Aix-en-Provence, 2011. Éditions de la RMN, Grand Palais, Paris et Communauté du Pays d'Aix, 2011, p. 174-175  (ISBN 978-2-7118-5874-3).